# Epipleoneura spatulata
Epipleoneura spatulata – gatunek ważki z rodziny łątkowatych (Coenagrionidae). Występuje w północnej części Ameryki Południowej; stwierdzono go w Brazylii (w stanach Amazonas, Roraima i Pará), Wenezueli, Gujanie i Surinamie.